# Callibia
Callibia, es un género de insectos de la familia Acanthopidae. Este género de mantis del orden Mantodea tiene tres especies reconocidas o solo una según las taxonomías.

## Especies
- Callibia diana (Stoll, 1813)
- Callibia pictipennis (Serville, 1839)
- Callibia vigilax (Westwood, 1889) (sinónimo de Callibia diana)